# Bothriocline grandicapitulata
Bothriocline grandicapitulata là một loài thực vật có hoa trong họ Cúc. Loài này được Lisowski mô tả khoa học đầu tiên năm 1992.